# Carriage Factories

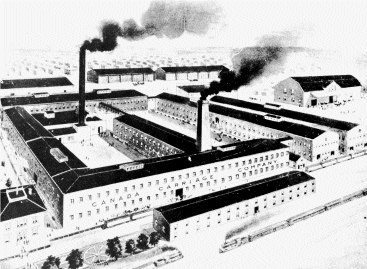
Das Werk des Unternehmens vor 1909

Carriage Factories Ltd. war ein kanadischer Hersteller von Kutschen, Fuhrwerken, Karosserien und Automobilen. Der Markenname der Automobile war Brockville.

## Beschreibung
Das Unternehmen wurde 1892 als Canada Carriage Company in Brockville gegründet und beschäftigte zeitweise mehr als vierhundert Mitarbeiter. Damit gehörte es zu den bedeutendsten im Ort. 1909 wurde es verkauft und von Thomas J. Storey als Carriage Factories Ltd. neu organisiert. 1911 wurden die Rechte am Everitt Model 30 der Metzger Motor Car Company erworben. Im selben Jahr wurden etwa 80 Exemplare des Brockville 30 genannten Fahrzeugs gebaut. Danach wurde für die Automobilproduktion eine Tochtergesellschaft eingerichtet, die Brockville Atlas Auto.
Am 27. Oktober 1918 kam es zu einem verheerenden Brand bei Carriage Factories. Die Fabrik, die alle Karosserien für Brockville, Brockville-Atlas und Brockville-Briscoe angefertigt hatte, brannte vollständig nieder und 200 Arbeiter verloren ihre Stelle. Einige Karosserien konnten gerettet werden, das Werk wurde jedoch nicht wieder aufgebaut.
Es ist unklar, wann das Unternehmen aufgelöst wurde. Automobile wurden bis 1921 gebaut. Wer nun die Karosserien lieferte, ist unklar.